# Hipgnosis
Hipgnosis was een Britse ontwerpgroep die gespecialiseerd was in het ontwerp van hoezen van muziekalbums van rock-'n-roll-muzikanten en -bands waaronder Pink Floyd, Genesis, Led Zeppelin, 10cc en The Alan Parsons Project. Hipgnosis bestond voornamelijk uit Storm Thorgerson, Aubrey Powell en later Peter Christopherson. De groep ging in 1983 uit elkaar, hoewel Thorgerson daarna aan het ontwerp van albumhoezen bleef werken. Christopherson werd lid van Throbbing Gristle.

## Geschiedenis
In 1968 werden Thorgerson en Powell benaderd door hun vrienden die in Pink Floyd speelden om een platenhoes te ontwerpen voor het tweede album dat ze maakten, A Saucerful of Secrets. Dit ontwerp leidde tot meer werk bij EMI, zoals het maken van hoezen en foto's voor Free, Toe Fat en The Gods. Op dat moment zaten ze nog op school en mochten ze gebruikmaken van de donkere kamer van het Royal College of Art; nadat ze school verlieten bouwden ze hun eigen faciliteiten en verhuisden in 1970 naar een zelfgebouwde studio. Hipgnosis won internationaal aanzien in 1973 met hun beroemde hoes voor Pink Floyd's Dark Side of the Moon.
De naam Hipgnosis stamt van een graffiti-tekst die ze aantroffen op de deur van hun appartement. Thorgerson zei hierover dat ze de naam mooi vonden vanwege de klank, maar ook omdat het een nice sense of contradiction bevatte: de tegenstelling zat in een onmogelijke samensmelting van 'hip' (nieuw en groovy) en gnosis (gerelateerd aan een oude vorm van kennis). 
Peter Christopherson trad in 1974 tot de groep toe en werd later een volledige partner. De firma had in haar bestaan veel assistenten en medewerkers in dienst, waarvan de belangrijkste waren: George Hardie, Colin Elgie, Richard Evans en Richard Manning.

## Stijl
In stijl was Hipgnosis vooral op fotografie gebaseerd. Daarnaast gebruikten ze de innovatieve visuele en verpakkingstechnieken van die tijd. De groep gebruikte vooral het middenformaat van de Zweedse fotocamerafabrikant Hasselblad, een vierkant fotoformaat dat bijzonder geschikt was voor afbeeldingen op hoezen. Daarnaast stonden ze bekend om hun eigenaardige humor, het plaatsen van een verhaal op de platenhoes dat in direct verband stond met de muziekteksten van het album, het toebedelen van dubbele betekenis aan de titel van het album en het inzetten van modellen en acteurs voor hun foto's.

## Ontwerpen (een selectie)
| jaar | artiest                        | album                                    |
| ---- | ------------------------------ | ---------------------------------------- |
| 1968 | Pink Floyd                     | A Saucerful of Secrets                   |
| 1968 | The Gods                       | Genesis                                  |
| 1969 | Pink Floyd                     | More                                     |
| 1969 | The Gods                       | To Samuel a Son                          |
| 1969 | Pink Floyd                     | Ummagumma                                |
| 1970 | The Greatest Show on Earth     | Horizons                                 |
| 1970 | Pink Floyd                     | Atom Heart Mother                        |
| 1970 | Quatermass                     | Quatermass                               |
| 1970 | The Pretty Things              | Parachute                                |
| 1970 | The Greatest Show on Earth     | The Going's Easy                         |
| 1970 | Syd Barrett                    | The Madcap Laughs                        |
| 1970 | The Nice                       | Five Bridges                             |
| 1970 | Toe Fat                        | Toe Fat                                  |
| 1970 | Cochise                        | Cochise                                  |
| 1970 | Harvest Records verzamelalbum  | Picnic - A Breath of Fresh Air           |
| 1971 | T. Rex                         | Electric Warrior                         |
| 1971 | Toe Fat                        | Toe Fat 2                                |
| 1971 | Marvin, Welch & Farrar         | Marvin, Welch & Farrar                   |
| 1971 | The Nice                       | Elegy                                    |
| 1971 | Pink Floyd                     | Meddle                                   |
| 1971 | Electric Light Orchestra       | The Electric Light Orchestra             |
| 1971 | Audience                       | House on the Hill                        |
| 1971 | Edgar Broughton Band           | Edgar Broughton Band                     |
| 1971 | Wishbone Ash                   | Pilgrimage                               |
| 1971 | Climax Blues Band              | Tightly Knit                             |
| 1971 | Tear Gas                       | Tear Gas                                 |
| 1971 | Stackridge                     | Stackridge                               |
| 1972 | Wishbone Ash                   | Argus                                    |
| 1972 | Nice                           | Autumn '67 - Spring '68                  |
| 1972 | Renaissance                    | Prologue                                 |
| 1972 | Edgar Broughton Band           | Inside Out                               |
| 1972 | The Audience                   | Lunch                                    |
| 1972 | The Pretty Things              | Freeway Madness                          |
| 1972 | Pink Floyd                     | Obscured by Clouds                       |
| 1972 | Blue Mink                      | A Time of Change                         |
| 1972 | Roger Cook                     | Meanwhile...Back at the World            |
| 1973 | Pink Floyd                     | Dark Side of the Moon                    |
| 1973 | Roger Cook                     | Minstrel in Flight                       |
| 1973 | Electric Light Orchestra       | On the Third Day                         |
| 1973 | Edgar Broughton Band           | Oora                                     |
| 1973 | Al Stewart                     | Past, Present and Future                 |
| 1973 | Electric Light Orchestra       | ELO 2                                    |
| 1973 | Led Zeppelin                   | Houses of the Holy                       |
| 1973 | The Audience                   | You Can't Beat 'em                       |
| 1973 | Roy Harper                     | Lifemask                                 |
| 1973 | Renaissance                    | Ashes Are Burning                        |
| 1973 | Wishbone Ash                   | Wishbone Four                            |
| 1973 | Wishbone Ash                   | Live Dates                               |
| 1973 | Diverse artiesten              | Music from Free Creek                    |
| 1973 | Humble Pie                     | Thunderbox                               |
| 1973 | Emerson, Lake & Palmer         | Trilogy                                  |
| 1974 | Sharks                         | Jab It in Yore Eye                       |
| 1974 | Uno                            | Uno                                      |
| 1974 | Wishbone Ash                   | There's the rub                          |
| 1974 | Renaissance                    | Turn of the Cards                        |
| 1974 | Roy Harper                     | Valentine                                |
| 1974 | Roy Harper                     | Flashes from the Archives of Oblivion    |
| 1974 | Bad Company                    | Bad Company                              |
| 1974 | Genesis                        | The Lamb Lies Down On Broadway           |
| 1974 | Blue Mink                      | Fruity                                   |
| 1974 | Syd Barrett                    | Syd Barrett                              |
| 1974 | 10cc                           | Sheet Music                              |
| 1974 | Pink Floyd                     | A Nice Pair                              |
| 1974 | The Pretty Things              | Silk Torpedo                             |
| 1974 | UFO                            | Phenomenon                               |
| 1975 | UFO                            | Force It                                 |
| 1975 | The Pretty Things              | Savage Eye                               |
| 1975 | Pink Floyd                     | Wish You Were Here                       |
| 1975 | Golden Earring                 | To The Hilt                              |
| 1975 | Bad Company                    | Straight Shooter                         |
| 1975 | Renaissance                    | Scheherazade and other stories           |
| 1975 | Roy Harper                     | HQ                                       |
| 1975 | Edgar Broughton Band           | A Bunch of 45s                           |
| 1975 | The Greatest Show on Earth     | The Greatest Show on Earth               |
| 1975 | 10cc                           | The Original Soundtrack                  |
| 1975 | The Pretty Things              | S.F. Sorrow / Parachute                  |
| 1975 | Al Stewart                     | Modern times                             |
| 1975 | Wings                          | Venus and Mars                           |
| 1975 | Alberto y Lost Trios Paranoias | Alberto y Lost Trios Paranoias           |
| 1975 | Caravan                        | Cunning Stunts                           |
| 1975 | Sassafras                      | Wheelin 'n' Dealin                       |
| 1975 | Bob Sargeant                   | First Starring Role                      |
| 1975 | Strife                         | Rush                                     |
| 1975 | The Winkies                    | The Winkies                              |
| 1976 | AC/DC                          | Dirty Deeds Done Dirt Cheap              |
| 1976 | Montrose                       | Jump on It                               |
| 1976 | Wings                          | Wings at the Speed of Sound              |
| 1976 | Al Stewart                     | Year of the cat                          |
| 1976 | The Alan Parsons Project       | Tales of Mystery and Imagination         |
| 1976 | Black Sabbath                  | Technical Ecstasy                        |
| 1976 | Genesis                        | A Trick of the Tail                      |
| 1976 | 10cc                           | How Dare You!                            |
| 1976 | Led Zeppelin                   | The Song Remains the Same                |
| 1976 | Led Zeppelin                   | Presence                                 |
| 1976 | Brand X                        | Unorthodox Behaviour                     |
| 1976 | Wings                          | Wings over America                       |
| 1976 | UFO                            | No Heavy Petting                         |
| 1976 | Wishbone Ash                   | New England                              |
| 1977 | Wishbone Ash                   | Front page news                          |
| 1977 | UFO                            | Lights Out                               |
| 1977 | Genesis                        | Wind and Wuthering                       |
| 1977 | The Alan Parsons Project       | I Robot                                  |
| 1977 | 10cc                           | Deceptive Bends                          |
| 1977 | Roy Harper                     | Bullinamingvase                          |
| 1977 | Brand X                        | Moroccan Roll                            |
| 1977 | Sammy Hagar                    | Sammy Hagar                              |
| 1977 | Al Stewart                     | The Early Years                          |
| 1977 | Sammy Hagar                    | Musical Chairs                           |
| 1977 | Bad Company                    | Burnin' Sky                              |
| 1977 | Pink Floyd                     | Animals                                  |
| 1977 | Electric Light Orchestra       | The Light Shines On                      |
| 1977 | Peter Gabriel                  | Peter Gabriel (1977) (ook wel "Car")     |
| 1977 | Yes                            | Going for the One                        |
| 1977 | Hawkwind                       | Quark, Strangeness and Charm             |
| 1977 | Status Quo                     | Live!                                    |
| 1977 | Strawbs                        | Deadlines                                |
| 1977 | Moody Blues                    | The Moody Blues Caught Live +5           |
| 1978 | Richard Wright                 | Wet Dream                                |
| 1978 | David Gilmour                  | David Gilmour                            |
| 1978 | Styx                           | Pieces of Eight                          |
| 1978 | Todd Rundgren                  | Back to the Bars                         |
| 1978 | XTC                            | Go 2,                                    |
| 1978 | Pezband                        | Laughing in the Dark                     |
| 1978 | Yes                            | Tormato                                  |
| 1978 | Genesis                        | ...And then there were three...          |
| 1978 | Wishbone Ash                   | No smoke without fire                    |
| 1978 | Peter Gabriel                  | Peter Gabriel (1978) (ook wel "Scratch") |
| 1978 | Al Stewart                     | Time passages                            |
| 1978 | The Alan Parsons Project       | Pyramid                                  |
| 1978 | Black Sabbath                  | Never Say Die!                           |
| 1978 | Renaissance                    | A Song for All Seasons                   |
| 1978 | UFO                            | Obsession                                |
| 1978 | 10cc                           | Bloody Tourists                          |
| 1979 | UFO                            | Strangers in the Night                   |
| 1979 | Scorpions                      | Lovedrive                                |
| 1979 | The Alan Parsons Project       | Eve                                      |
| 1979 | Bad Company                    | Desolation Angels                        |
| 1979 | Edgar Broughton Band           | Parlez-Vous English                      |
| 1979 | 10cc                           | Greatest Hits 1972-1978                  |
| 1979 | Led Zeppelin                   | In Through the Out Door                  |
| 1979 | Brand X                        | Product                                  |
| 1979 | Gary Brooker                   | No More Fear of Flying                   |
| 1979 | Steve Hillage                  | Live Herald                              |
| 1979 | Godley & Creme                 | Freeze Frame                             |
| 1979 | UK                             | Danger money                             |
| 1979 | Mick Taylor                    | Mick Taylor                              |
| 1980 | The Pretty Things              | Cross Talk                               |
| 1980 | Brand X                        | Do They Hurt?                            |
| 1980 | 10cc                           | Look Hear?                               |
| 1980 | Peter Gabriel                  | Peter Gabriel (1980) (ook wel "Melt")    |
| 1980 | Scorpions                      | Animal Magnetism                         |
| 1980 | UFO                            | No Place to Run                          |
| 1980 | Wishbone Ash                   | Just testing                             |
| 1981 | UFO                            | The Wild, the Willing and the Innocent   |
| 1981 | Pink Floyd                     | A Collection of Great Dance Songs        |
| 1981 | Rainbow                        | Difficult to Cure                        |
| 1981 | Nick Mason                     | Fictitious Sports                        |
| 1981 | Roger Taylor                   | Fun in Space                             |
| 1981 | Def Leppard                    | High 'n' Dry                             |
| 1981 | Yumi Matsutoya                 | Sakuban oai shimasho                     |
| 1982 | Paul McCartney                 | Tug of War                               |
| 1982 | Rainbow                        | Straight Between the Eyes                |
| 1982 | The Alan Parsons Project       | Eye in the Sky                           |
| 1982 | Bad Company                    | Rough Diamonds                           |
| 1982 | Led Zeppelin                   | Coda                                     |

## Varia
In november 2023 is de door Anton Corbijn geregisseerde filmdocumentaire 'Squaring the Circle (the story of Hipgnosis)' in première gegaan.
- CiNii: DA08299816
- Library of Congress Control Number: n83228102
- MusicBrainz: fd1a4572-59ca-40f2-8f55-b82be28bb0ff
- Bibliotheek van het Japanse parlement: 00323631
- Nationale bibliotheek van Australië: 35130962
- Istituto Centrale per il Catalogo Unico: TO0V395786
- Union List of Artist Names: 500356879
- Virtual International Authority File: 141937967